# Mistrzostwa Afryki kadetów w piłce siatkowej
Mistrzostwa Afryki kadetów w piłce siatkowej są organizowane przez Afrykańską Konfederację Piłki Siatkowej (CAVB). Pierwsze odbyły się w 1994 roku.

## Wyniki
| 1994 | Casablanca  | Tunezja | Algieria |          |                   |
| 1997 | ...         | Tunezja |          |          |                   |
| 1998 | Radis       | Tunezja |          | Algieria |                   |
| 2000 | Aleksandria | Tunezja |          |          |                   |
| 2002 | Casablanca  | Egipt   | Tunezja  | Maroko   | Sudan             |
| 2004 | Durban      | Egipt   | Tunezja  | Sudan    | Południowa Afryka |
| 2006 | Kelibia     | Tunezja | Egipt    | Algieria |                   |
| 2008 | Kair        | Tunezja | Egipt    | Algieria | Burundi           |
| 2010 | Kapsztad    | Tunezja | Egipt    | Maroko   | Południowa Afryka |
| 2013 | Satif       | Egipt   | Tunezja  | Rwanda   | Algieria          |
| 2015 | Kelibia     | Egipt   | Tunezja  | Algieria |                   |